# Marzio Del Testa
Marzio Del Testa (Volterra, 15 maggio 1975) è un batterista, percussionista, compositore e specializzato nei generi della world music e della musica sperimentale elettronica italiana.

## Biografia
Inizia l’attività di musicista professionista collaborando insieme al trio toscano Ceramiche Lineari con la Compagnia della Fortezza del regista Armando Punzo per lo spettacolo I Pescecani ovvero quello che resta di Bertolt Brecht, in seguito collabora con la cantante Ginevra Di Marco ex cantante e corista dei CSI e dei PGR, registrando nei dischi Disincanto, Stazioni Lunari prende terra a Puerto Libre, Donna Ginevra, La Rubia canta la negra e seguendola in tour.
Partecipa al progetto live Stazioni Lunari ideato da Francesco Magnelli dove accompagna dal vivo cantanti e musicisti tra cui Max Gazzè, Piero Pelù, Enzo Avitabile, Peppe Servillo, Daniele Sepe, Tuxedomoon, Paola Turci, Cristina Donà, Riccardo Tesi, Maurizio Geri, Cristiano Godano, Simone Cristicchi, Petra Magoni, Teresa De Sio, Mario Venuti, Marina Rei, Morgan, Carmen Consoli, Nada, Massimo Zamboni, Gianni Maroccolo.
Nel 2004 vince con il gruppo Ceramiche Lineari il Premio Ronzani al Premio Ciampi di Livorno, sempre nel 2004 vince con la Compagnia della Fortezza il Premio UBU come miglior spettacolo teatrale dell'anno, e nel 2005 vince con Stazioni Lunari il Premio Speciale al Meeting delle etichette indipendenti di Faenza.
Successivamente, tra il 2005 ed il 2006 partecipa al progetto solista di Cisco ex cantante dei Modena City Ramblers, registrando nei dischi La lunga notte e Il mulo e seguendolo in tour nel insieme ad altri musicisti fra cui Francesco Magnelli (ex CSI e PGR) e Massimo Giuntini (ex Modena City Ramblers). Sempre nel 2006 poi, suona nel disco Sguardo contemporaneo del cantautore Bugo con la produzione artistica di Giorgio Canali.
Suona con l'attore e regista Alessandro Benvenuti registrando nel disco Capodiavolo 01 prodotto da Arlo Bigazzi per Materiali Sonori e partecipando allo spettacolo live in teatro. Suona con Riccardo Tesi e Maurizio Geri nel progetto live Sopra i tetti di Firenze.
Nel 2010 partecipa alla produzione dello spettacolo Cantierranti con Enrico Fink (voce, flauto), Anna Granata (voce), Sabina Manetti (voce), Yacouba Dembelè e Djeli-Kan (voce, flauto, djembè, ballophon), Ruben Chaviano Fabian (violino), Vittorio Catalano (sax, ciaramella, flauti), Mino Cavallo (chitarre, cuatro), Arlo Bigazzi (basso, balalaika basso), Marzio Del Testa (batteria e percussioni) e la partecipazione di Giampiero Bigazzi (elettronica, voce). Tutti musicisti provenienti dalla storia dell'Etichetta Discografica Materiali Sonori.
Nel 2014 con i fratelli Severini (i Gang) registra le ritmiche per il primo album di inediti dopo 14 anni, sotto la produzione di Jono Manson, dal titolo Sangue e Cenere. Per reperire i fondi, si affidano al crowdfunding[8], riuscendo ad ottenere il 917% della somma richiesta[9].
Dal 2018 realizza, come solista e  con Quartiere Tamburi, il suo gruppo di percussioni tribal industrial, installazioni sonore, sonorizzazioni sperimentali e composizioni strumentali per video art e teatro, collaborando con: Compagnia della Fortezza, Materiali Sonori, Musicus Concentus, Nem, Distillerie, Ultima Frontiera, Fondazione Mino Trafeli, Dipartimento di Architettura Firenze.
Nel 2023 riceve la menzione speciale al Premio Ciampi di Livorno per la versione di Andare Camminare Lavorare del poeta e cantautore Piero Ciampi.

## Premi e riconoscimenti
- 2004 - Premio Ciampi di Livorno. premio speciale della critica con Ceramiche Lineari
- 2004 - Premio Ubu di Milano miglior spettacolo con I Pescecani ovvero quello che resta di Bertolt Brecht (Compagnia della Fortezza. Regia di Armando Punzo)
- 2005 - [Premio Speciale al Meeting delle etichette indipendenti di Faenza. con Stazioni Lunari prende terra a Puerto Libre di Ginevra Di Marco
- 2011 - Premio Ciampi di Livorno. Migliore cover di Piero Ciampi con VocePiano
- 2023 - Premio Ciampi di Livorno. Menzione Speciale nella categoria migliori cover di Piero Ciampi da solista

## Discografia
In qualità di batterista e percussionista
- 1999 Comunicazione zero, Zonalimite—Autoprod.
- 2000 Cantata minima, Live Lomonero—Autoprod.
- 2001 L'uomo, il contratto sociale, Zonalimite—Boddicchio Records
- 2003 Baghdad mon amour, Zonalimite—Autoprod.
- 2005 Disincanto, Ginevra Di Marco—On The Road Factory
- 2006 Sguardo contemporaneo, Bugo -- Universal
- 2006 I Pescecani DVD, Compagnia della Fortezza Armando Punzo  -- L'Unità
- 2006 La lunga notte, Cisco—Mescal
- 2006 Stazioni lunari prende terra a Puerto Libre, Ginevra Di Marco—R.Fandango
- 2008 Il mulo, Cisco—UPR
- 2008 Capodiavolo 01, Alessandro Benvenuti—Materiali Sonori
- 2009 Donna Ginevra, Ginevra Di Marco—Materiali Sonori
- 2009 Decidilo tu, Gli Indipendenti per l'Abruzzo—Materiali Sonori
- 2010 Cisco dal vivo volume uno, Cisco—UPR
- 2010 Quartieretamburi DVD, Quartiere Tamburi—Accademia Musica Volterra
- 2011 Losna, Live Quartiere Tamburi—Materiali Sonori
- 2011 Sabary, Yacouba Dembelè e Djeli-Kan—Materiali Sonori
- 2011 AlabastroEuforico, Arlo Bigazzi & Quartetto Euphoria—Materiali Sonori
- 2012 ERT, QuartiereTamburi—Materiali Sonori
- 2013 La macchina del tempo, Madaus—Musicartigianale
- 2013 Cisco dal vivo volume due, Cisco—CiscoProduzioni
- 2013 Senza padrone DVD, Cantierranti—Materiali Sonori / Koinè
- 2014 Fuori dal pozzo  Enrico Fink, Arlo Bigazzi & Cantierranti—Materiali Sonori
- 2015 Sangue e cenere, Gang—Rumble Beat / Sony
- 2017 La rubia canta la negra, Ginevra Di Marco—Funambulo / Audioglobe
- 2018 Etranger, QuartiereTamburi—Materiali Sonori
- 2019 Matra,  QuartiereTamburi-Materiali Sonori
- 2021 tri, Quartieretamburi Trio_audiotape
- 2025 BBDS, CD /Matson Nuovo Imaie

In qualità di sound artist/sound designer:
2009 Luoghi d' esperienza, Mauro Staccioli -  Duccio Benvenuti / GenerazioniArte
2019 In mezzo alle cose, Maddalena Rossi  - Dipartimento Architettura Firenze DIDA
2019 Rumorebianco, S.Luca Alabastrai  - Distillerie / Materiali Sonori
2021 Noisaddiction, Secret Florence - Musicus Concentus / Materiali Sonori
2021 noisad, cinematic dust sounds/audiotape
2024 Rapide fughe, Ep / Matson
2025 DIST, Ep / Reverbnation 

### Partecipazioni
- 2005 Il Maniscalco Maldestro—Video Radio
- 2007 I viaggi perduti -- il manifesto
- 2009 Il Maniscalco Maldestro Panna, polvere e vertigine—Fattoria Maldestra
- 2025 Return to Acapulco,  Music for Hotels Vol.1

## Filmografia
- Colonna sonora live de I Pescecani ovvero quello che resta di Bertolt Brecht DVD (L'Unità), regia Armando Punzo (2006);